# FlixTrain
FlixTrain — німецький оператор залізничних перевезень далекого сполучення. 
Це дочірня компанія транспортної компанії «Flix SE», яка також володіє оператором міжміських автобусів FlixBus і доповнює автобусну мережу залізничним сполученням.
Компанія тісно співпрацює з FlixBus, ділячись своїми каналами продажів, маркетинговими зусиллями та ресурсами планування мережі.
У 2018 році FlixTrain розпочав свою діяльність у Німеччині.
У 2019 році компанія подала заявку на доступ до колій у Швеції та Франції в очікуванні майбутньої лібералізації європейської залізничної мережі протягом наступного року.

До середини 2022 року FlixTrain розширив свою мережу в Німеччині, щоб охопити 70 внутрішніх напрямків, також запустив послуги у Швеції та одну лінію, що закінчується на швейцарсько-німецькій прикордонній станції Базель-Бадішер-Бангоф.

## Історія
«FlixTrain» була заснована у 2018 році. 

Основними першими інвесторами компанії були «HV Holtzbrinck Ventures», «Європейський інвестиційний банк», компанія General Atlantic та технологічний інвестор Silver Lake Partners.

Наприкінці 2017 року підписано угоду про партнерство між «FlixTrain» та іншим транспортним оператором, Hamburg-Köln-Express (HKX); приблизно через шість місяців служби HKX прийняли бренд «FlixTrain».

Подібним чином Bahntouristikexpress (BTE) також був перейменований на FlixTrain протягом цього часу.
І HKX, і BTE мали ділові зв’язки з американською Railroad Development Corporation (RDC), яка також співпрацювала з «FlixTrain». 
Однак 20 квітня 2020 року було оголошено, що RDC і «FlixTrain» вирішили припинити своє партнерство.

В 2017 році FlixTrain уклав партнерські відносини з чеським транспортним оператором Leo Express для співпраці з послуг на маршруті Штутгарт — Берлін.
 
Однак наприкінці 2021 року було оголошено, що ця угода припинена через тимчасове призупинення роботи «FlixTrain» через пандемію COVID-19.

У грудні 2020 року FlixTrain подав офіційну скаргу до Європейської комісії щодо 5 мільярдів євро державної допомоги, наданої урядом Німеччини Deutsche Bahn, стверджуючи про неналежну процедуру та створення антиконкурентних умов.

## Послуги

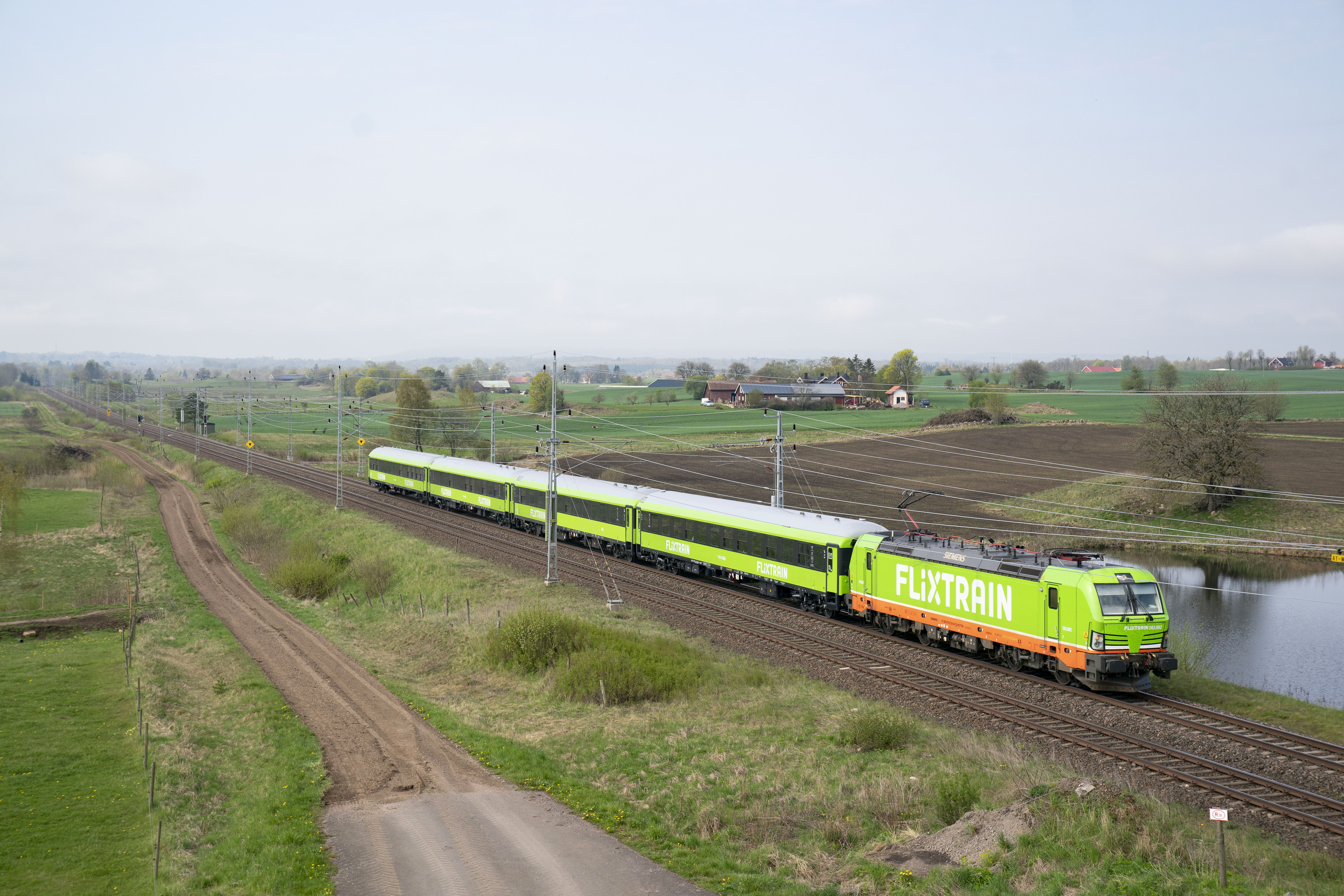
FlixTrain з Гетеборга до Стокгольма Флемінгсберг (травень 2021)

23 березня 2018 року перший рейс FlixTrain вирушив з Гамбурга до Кельна, заплановані рейси почалися наступного дня.
 
26 квітня того ж року у партнерстві з «Leo Express» компанія «FlixTrain» запустила свою першу послугу за маршрутом Берлін — Штутгарт.

«FlixTrain» додав сім нових напрямків до своїх маршрутів на початку нового розкладу, який набув чинності 15 грудня 2019 року, а саме: рейс Берлін — Штутгарт, який також заходив у Лейпциг, Галле (Заале), Ерфурт, Гота, Айзенах і Лютерштадт, Віттенберг, Аахен, на захід від Кельна. 
Новий маршрут Гамбург – Штутгарт був запланований на весну 2020 року.
Наприкінці 2019 року «FlixTrain» оголосив про плани запустити свою першу послугу за межами Німеччини — у Швеції, за маршрутами Стокгольм — Мальме та Стокгольм — Гетеборг.

Послуги у Швеції розпочато 6 травня 2021 року  у партнерстві зі стокгольмським залізничним оператором Hector Rail
.
Згідно з розкладом FlixTrain на 2020 рік, він працював потягами на трьох міжміських маршрутах, кожен з яких обслуговувався двома поїздами на день. Однак 20 березня 2020 року надання послуг було тимчасово призупинено через COVID-19.

Хоча роботу було відновлено 23 липня, компанія знову призупинила всі свої послуги у жовтні 2020 року на початку другої хвилі пандемії; під час призупинення було вирішено провести капітальний ремонт рухомого складу «FlixTrain».
У квітні 2021 року «FlixTrain» оголосив про відновлення роботи у наступному місяці, починаючи з 20 травня на маршрутах Берлін – Кельн і Гамбург – Кельн курсували до чотирьох рейсів на день.

На початку 2021 року компанія вирішила розширити кількість послуг, якими вона працюватиме, створивши новий маршрут Гамбург – Берлін – Лейпциг, запущений 27 травня, маршрут Мюнхен – Аугсбург – Вюрцбург – Ашаффенбург – Ханау – Франкфурт, запущений 18 червня.
Перший спальний потяг «FlixTrain» сполученням Гамбург – Берлін – Мюнхен, запущений 17 червня.
«FlixTrain» зазначив, що ці нові послуги додали до своєї мережі 16 міст і селищ. 

Цей крок був здійснений, попри загальний спад пасажиропотоку внаслідок пандемії, припускали, що це розширення було спричинене, принаймні частково, оголошеним урядом Німеччини скасуванням плати за доступ до колій у 2020 та 2021 роках.

У травні 2022 року компанія оголосила про додавання трьох нових маршрутів, збільшивши свою мережу на 12 пунктів призначення, розширивши загалом до 70 пунктів призначення всередині Німеччини; крім того, частоту рейсів також було збільшено на існуючих маршрутах Мюнхен — Кельн — Гамбург і Гамбург — Берлін — Лейпциг.
Мабуть, найцікавішою частиною цього оголошення був незапланований запуск першого транскордонного маршруту «Flixtrain», що курсує між Берліном і швейцарським містом Базель; маршрут відкрито 23 червня 2022 року

Обговорюється подальше розширення зони діяльності FlixTrain на інші країни.
Повідомляється, що наприкінці 2010-х років плани щодо розширення на французький ринок були введені в дію, із заявленою очікуваною датою запуску послуг у 2020 або 2021 роках; однак ці амбіції були відкладені на невизначений термін у квітні 2020 року, компанія стверджувала, що такий результат пов’язаний з високою вартістю забезпечення шляхів у країні порівняно з іншими європейськими ринками.
 
У 2023 році компанія FlixTrain подала заявку на надання міжнародних послуг між Німеччиною та голландськими містами Арнем, Утрехт, Амстердам і Гаага – Роттердам.

## Рухомий склад
«FlixTrain» зазвичай не володіє рухомим складом, який він обслуговує. 
Натомість компанія орендує ці активи в інших компаній.
Ранній рухомий склад FlixTrain був отриманий від Bahntouristikexpress (BTE), ці ділові відносини припинилися на початку 2020 року.

Іншим постачальником рухомого складу компанії була компанія Talbot Services, розташована в Аахені. 
«FlixTrain» насамперед обирає оновлені пасажирські вагони стандарту UIC на локомотивній тязі, які транспортують локомотиви Siemens EuroSprinter 3-го покоління і Siemens Vectron. 

Протягом 2020 року FlixTrain уклала угоду про співпрацю з європейською залізничною лізинговою компанією Railpool ; за словами двох компаній, усі орендовані автобуси обладнані новими сидіннями та мають такі зручності, як модернізовані туалети, розетки на кожному сидінні, технологію Wi-Fi та бортові розважальні системи.

Повідомляється, що в лютому 2022 року російський виробник «Трансмашхолдинг» (ТМХ) вів переговори з «FlixTrain» щодо постачання 65 комплектів туристичних вагонів, здатних розвивати швидкість до 230 км/год, запропонована угода, оцінена в 1 мільярд євро, передбачала покладатися на зовнішніх фінансистів для купівлі рухомого складу, а потім передати його в оренду FlixTrain.

Однак російське вторгнення в Україну у 2022 році зробило запропоновану угоду неможливою

і спонукало компанію досліджувати альтернативні варіанти. 